# Marco Burch
Marco Burch (Sarnen, 19 ottobre 2000) è un calciatore svizzero, difensore del Radomiak Radom in prestito dal Legia Varsavia.

## Caratteristiche tecniche
È un difensore centrale, alto 183 cm.

## Carriera

### Club
Cresciuto nel settore giovanile del Lucerna, debutta in prima squadra il 7 dicembre 2019 in occasione dell'incontro di Super League perso 1-0 contro lo Young Boys. Con il Lucerna raggiunge le 104 presenze, esordisce nella Conference League, nel secondo turno di qualificazione, il 27 luglio del 2023 contro il Djurgården, segnando inoltre un gol nella partita di ritorno. Rimane nella squadra svizzera fino al 4 settembre 2023, quando viene venduto per 4 milioni al Legia Varsavia.

### Nazionale
Burch esordisce nella nazionale svizzera Under-21 nell'agosto del 2021, accumulando 13 presenze fino al 2023.

## Statistiche

### Presenze e reti nei club
Statistiche aggiornate al 1º dicembre 2023.
| Stagione        | Squadra         | Campionato      | Campionato | Campionato | Coppe nazionali | Coppe nazionali | Coppe nazionali | Coppe continentali | Coppe continentali | Coppe continentali | Altre coppe | Altre coppe | Altre coppe | Totale | Totale |
| Stagione        | Squadra         | Comp            | Pres       | Reti       | Comp            | Pres            | Reti            | Comp               | Pres               | Reti               | Comp        | Pres        | Reti        | Pres   | Reti   |
| --------------- | --------------- | --------------- | ---------- | ---------- | --------------- | --------------- | --------------- | ------------------ | ------------------ | ------------------ | ----------- | ----------- | ----------- | ------ | ------ |
| 2019-2020       | Lucerna         | ASL             | 7          | 0          | CS              | 0               | 0               |                    | -                  | -                  |             | -           | -           | 7      | 0      |
| 2020-2021       | Lucerna         | ASL             | 18         | 1          | CS              | 3               | 0               |                    | -                  | -                  |             | -           | -           | 21     | 1      |
| 2021-2022       | Lucerna         | ASL             | 34         | 3          | CS              | 5               | 0               |                    | -                  | -                  |             | -           | -           | 39     | 3      |
| 2022-2023       | Lucerna         | ASL             | 25         | 3          | CS              | 2               | 0               |                    | -                  | -                  |             | -           | -           | 27     | 3      |
| 2023-2024       | Lucerna         | ASL             | 3          | 0          | CS              | 0               | 0               |                    | -                  | -                  |             | -           | -           | 3      | 0      |
| 2023-2024       | Legia Varsavia  | Ekstraklasa     | 5          | 0          | PP              | 0               | 0               |                    | -                  | -                  |             | -           | -           | -      | -      |
| Totale carriera | Totale carriera | Totale carriera | 92         | 7          |                 | 10              | 0               |                    | -                  | -                  |             | -           | -           | 94     | 7      |

## Palmarès

### Club

#### Competizioni nazionali
- Coppa Svizzera: 1

Lucerna: 2020-2021